# Cangoá

O cangoá (Stellifer rastrifer) é uma espécie marinha de peixe que pode ser encontrada da Colômbia ao Sul do Brasil. Tais animais chegam a medir até 25 cm de comprimento. Também são conhecidos pelos nomes populares de cabeça-dura-focinho-de-rato, cabeça-dura-prego, canganguá, canguá, roncador e xingó.